# Zagorka Shuke
Zagorka Shuke właśc. Zagorka Kanefçe (ur. 14 lipca 1914 w Ochrydzie, zm. 17 stycznia 2000 w Pogradcu) – albańska aktorka. 

## Życiorys
Była córką rybaka. Urodziła się w Ochrydzie (wówczas na terytorium Serbii), ale w 1926 przeniosła się wraz z rodziną do Pogradca. Uczyła się w szkole w Tiranie, a po jej ukończeniu powróciła do Pogradca, gdzie zaangażowała się w działalność amatorskiego ruchu teatralnego. W 1962 po założeniu w tym mieście profesjonalnego zespołu teatralnego, stała się jedną z pierwszych aktorek w tym zespole. Wystąpiła w pięciu filmach fabularnych.
Przez władze Pogradca została wyróżniona tytułem "Krenaria e Qytetit".

## Role filmowe
- 1972: Kapedani jako żona Sulo
- 1973: Mëngjeze lufte
- 1975: Rrugicat, që kërkonin diell
- 1976: Zonja nga qyteti jako Tabjara
- 1981: Dita e parë e emerimit